# Dracula (Karel Svoboda)
Dracula ist ein 1995 uraufgeführtes Musical des tschechischen Komponisten Karel Svoboda († 2007).

## Geschichte
Das tschechische Originallibretto stammt von Zdeněk Borovec und Richard Hes.
Die Uraufführung fand am 13. Oktober 1995 in der Kongresshalle Prag in Prag statt.
Die deutschsprachige Erstaufführung fand am 30. April 2004 im Musical Theater Basel statt mit Ethan Freeman in der Hauptrolle.  Eine weitere deutschsprachige Produktion lief im Sommer 2004 bei den Freilichtspielen Tecklenburg. Hier wurde die Hauptrolle ebenfalls auch von Ethan Freeman verkörpert. Das Musical wurde auch 2006 in Balzers (Liechtenstein) von der LMC aufgeführt. 2006 kaufte die Musical!Kultur die Rechte und tritt September und Oktober 2007 mit 6 Aufführungen und einer öffentlichen Generalprobe in Betzdorf, eine in Frankreich und eine weitere in der Türkei auf.
2010 wird das Musical bei den Schlossfestspielen im badischen Ettlingen bei Karlsruhe aufgeführt, in der Hans Neblung die Rolle des grausamen Grafen gibt.
Die deutschen Texte stammen aus der Feder von Michael Kunze.
Die Handlung ist nur sehr frei nach dem berühmten Roman von Bram Stoker.
Jeder der drei Akte zeigt eine andere Epoche, die Dracula erlebt.

## Handlung
Die Geschichte beginnt Ende des 15. Jahrhunderts. Mordend und plündernd zieht der gefürchtete Graf Dracula durch das Land. Die Leute fliehen in eine Klosterkirche, um dort Schutz vor ihm und seinen Rittern zu suchen. Der dortige Priester beruhigt die Flüchtlinge und versichert ihnen, dass selbst Dracula es nicht wage, Gottes Volk hier totzuschlagen. Ein dortiger Mönch bezweifelt dies und tatsächlich dringt wenig später Dracula mit seinen Rittern in die Mauern der Kirche ein und bedroht den Priester. Der Mönch will ihn schützen, wird dabei aber von Dracula erstochen. Das verschreckte Volk flieht in Panik, gefolgt von den Rittern. Als der getroffene Mönch schließlich in den Armen des Priesters stirbt, fühlt dieser unglaublichen Hass in sich und verflucht den grausamen Dracula zu ewigem Leben in Dunkelheit und unstillbarem Blutdurst. Daraufhin wird er von dem unbeeindruckten Dracula ebenfalls getötet.
Etwa zur gleichen Zeit wartet Draculas junge und im letzten Monat schwangere Frau Adriana auf seiner Burg in Transsilvanien auf die Rückkehr ihres Gatten. Sie ahnt nichts von den blutrünstigen Machenschaften Draculas und lässt sich während ihres sehnsüchtigen Wartens von dem Hofnarr Scapino unterhalten. Als der Graf auf sein Schloss zurückkehrt, verliert sie den gemeinsamen Sohn und erliegt den Folgen der Fehlgeburt. Tief bestürzt über den doppelten Verlust beschuldigt er seine Angestellten und lässt sogar den Hofnarr ans Joch hängen, der dort über die Bedeutung des Todes sinniert. Untröstlich und nicht im Stande, den schweren Verlust zu verkraften, will Dracula Selbstmord begehen. Doch der Fluch des Priesters lastet auf ihm und er kann nicht sterben. In seiner anfänglichen Euphorie über das scheinbar erfreuliche neue Schicksal verfällt er in einen tobenden Blutrausch und verführt eine jungfräuliche Magd in seinem Schlafgemach. Erst als er neben dem blutleer ausgesogenen Opfer erwacht, wird ihm die wahre Bedeutung des Fluches bewusst und verzweifelt stellt er fest, dass an ihm nichts mehr menschliches haftet.
Der zweite Akt führt den Zuschauer an den Anfang des 19. Jahrhunderts. Inzwischen sind ihm mehrere schöne Frauen zum Opfer gefallen und drei seiner von ihm zu Vampiren gemachte Ex-Geliebte beschweren sich über das Desinteresse ihres Herrn und Fürstes der Finsternis, der tagsüber in einem Sarg schläft. Dieser trauert immer noch seiner ersten Frau Adriana nach. Unerwarteter Besuch trifft aus England ein: Lorraine und ihr Bruder Steven, die ihren entfernten Blutsverwandten um finanzielle Hilfe bitten wollen. Während Draculas Butler Scapino und seine Anhängerschaft Steven in die Gruft jagen, verliebt sich der Graf in die schöne Lorraine und meint, in ihren Augen ein Licht zu sehen, das er erträgt. Er erkennt in ihr auch eine gewisse Unschuld, die er nicht zerstören mag. Er hofft, durch sie von seinem Fluch befreit zu werden. Bei einem Vampirball zu ihren Ehren wird die tanzende Menge von dem Auftauchen Stevens überrascht, der verzweifelt nach seiner Schwester sucht. Er erkennt die tödliche Gefahr, die von Dracula auszugehen scheint und versucht, Lorraine vor ihm zu warnen. Doch sie scheint wie in Trance zu sein und ist von der Echtheit ihrer Liebe überzeugt. Daraufhin will Steven Dracula töten, bevor es für seine Schwester zu spät ist. Doch dieser steht unverletzt wieder auf und treibt den Pfarrer zum Selbstmord. Der Verlust ihres Bruders wird von ihrer tiefen Leidenschaft zum Fürsten besiegt und bei ihrer Bluthochzeit trinken sie gegenseitig das Blut des Anderen.
Der dritte Akt versetzt das Geschehen in die Gegenwart. Die Stockers, eine Gang unter der Anführung von Nick und seiner Freundin Sandra, planen einen Überfall auf Dracula, der mittlerweile ein mächtiger Casinobesitzer ist. Dieser kann allerdings nur mehr mit der Hilfe eines Professors (Scapino), der ihn mit Bluttransfusionen versorgt, bei Kräften bleiben und wird auch zusehends depressiv. Die ständig wiederkehrende Sehnsucht nach seiner geliebten Adriana und sein steigendes Desinteresse für Lorraine lässt diese in Alkoholabhängigkeit verfallen, sehr zur Freude seiner anderen drei Ex-Geliebten. Währenddessen dringt Nick in das geheime Laboratorium von Dracula ein und stiehlt dort ein Kleid, welches Adriana gehört hatte und Dracula immer noch dort aufbewahrt. Lorraine besteht auch darauf, vom Professor in das Laboratorium geführt zu werden, um Dracula zu sehen und endlich herauszufinden, was mit ihm los ist. Sie sieht das Bild von Adriana und merkt, dass er immer noch seiner ersten Frau nachtrauert. Nick schenkt das Kleid unterdessen seiner Freundin Sandra und schickt sie mit Kleid und Perücke verkleidet in das Casino von Dracula, um ihn dort auszuspionieren. Als er sie aber in dem Kleid seiner verstorbenen Frau sieht, hält er sie für die zurückgekehrte Adriana und bittet sie, bei ihm zu bleiben. Nick wird jedoch eifersüchtig und zerrt Sandra von ihm weg. Dracula kann es nicht ertragen, seine Adriana vermeintlich erneut verloren zu haben und er verfolgt die beiden. Als schließlich ein Kampf zwischen ihm und den Stockers ausbricht, schießt Nick auf ihn. Doch statt ihm wird der Professor getroffen. Dracula ist erschüttert darüber, dass jemand ihm helfen wollte, weil er ihn mochte und schreit voller Verzweiflung, dass er nicht mehr leben wolle. Der damals von Dracula getötete Priester taucht auf und beschwört Gottes Strafgericht, bei dem alle seine Opfer als Zeugen erscheinen, um ein Urteil zu fällen. Der Mönch und Steven verfluchen ihn zu ewiger Verdammnis in der Hölle. Die damals von ihm getötete Magd spricht vom Recht und davon, dass sie damals starb und doch Leben wollte. Auch der Professor erscheint und meint, seine Verbrechen seien doch in der heutigen Zeit, in der Generäle Kinder massakrieren lassen, lächerlich unimponierend, fast schon human. Doch erst die völlige Vergebung Lorraines kann ihn schließlich befreien und gemeinsam gehen sie, von dem Geist Adrianas geleitet, in die Sonne, welche durch die von Sandra geöffnete Tür strahlt. Seine Opfer erstrahlen ebenfalls im Licht.

## Songs (deutsche Version)
- Ouvertüre (Předehra)
- Gott, erhör uns (Smilování)
- Der Fluch (Černí rytíři)
- Schmetterling (Šašek a Adriana)
- Wir zwei! (Vím, že jsi se mnou)
- Tod (Smrt)
- Gott, wenn es Dich gibt (Nespravedlivý bůh)
- Nacht für Nacht (Nymfy)
- Blutsverwandte (Tajemný hrad)
- Ein schrecklicher Verdacht (Stevens Monolog) (Stevenův monolog)
- Hab’ mich an Dich verloren (Jsi můj pán)
- Wenn die Trommeln erdröhnen (Hon na zlo)
- Ein weit verbreitetes Syndrom (Dehybernace)
- Sexy musst du sein (Okouzlená Sandra)
- Umsonst, vorbei (Lorraine v podzemí)
- Draculas Monolog (Draculův monolog)
- Dafür bist du geboren (Draculova smrt)

## Besetzung
Die Besetzung seit 1995
- Dracula: Daniel Hůlka, Daniel Landa, Marián Vojtko, Josef Vojtek, Lukáš Kumpricht, Tomáš Bartůněk, Petr Dopita, Ivo Hrbáč, Jan Apolenář, Andrey Bestchastny, František Ďuriač, Marcel Palonder, Ernesto Čekan
- Lorraine: Lucie Bílá, Magda Malá, Leona Machálková, Monika Absolonová, Radka Fišarová, Kamila Nývltová, Eva Burešová, Dagmar Rostandt, Lucia Šoralová, Jana Vaculíková, Vanda Konečná
- Adriana/Sandra: Leona Machálková, Iveta Bartošová, Linda Finková, Kamila Nývltová, Eva Burešová, Zdenka Trvalcová, Šárka Vaňková, Katarína Hasprová, Kateřina Mátlová, Helga Kovalovská
- Narr/diener/professor: Jiří Korn, Tomáš Trapl, Jiří Langmajer, Aleš Háma, Richard Genzer, Jan Apolenář, Pavel Towen Veselý, Janko Gallovič, Ivo Hrbáč
- Steven: Pavel Vítek, Peter Strenáčik, Tomáš Savka, Josef Vágner, Zbyněk Fric, Pavel Polák, Bohuš Matuš, Marián Vojtko, David Uličník, Jaroslav Březina
- Priester: Tomáš Trapl, Ivo Hrbáč, Bedřich Lévi, Jan Apolenář, Bohuš Matuš, Karel Černoch, Josef Zíma, Jaromír Holub, Jiří Březík
- Nick: Richard Genzer, Martin Pošta, Alan Bastien, Juraj Bernáth, Ivo Hrbáč, Roman Vojtek, Karol Cinno
- Nymphe: Hanka Křížková, Renata Drössler, Magda Malá, Sylva Schneiderová, Monika Absolonová, Linda Finková, Jana Zenáhlíková, Radůza, Daniela Šinkorová, Jana Burášová, Olga Lounová, Andrea Fabiánová, Vanda Konečná, Barbora Leierová, Michaela Nosková, Helga Kovalovská, Zuza Ďurdinová, Jana Tyšerová, Marta Polakovičová, Miroslava Marčeková, Karin Olasová